# チョン・ヨンフン
チョン・ヨンフン（朝: 정영훈、英: Jeong Young-Hoon、1993年1月15日 - ）は、韓国の歌手・ダンサーであり、男性音楽グループ「ORβIT」のメンバーである。活動名は「YOUNGHOON」（ヨンフン）。2014年～2019年5月までは「OOON」（オウン）という芸名でアイドルグループ「HALO」のリーダーとして活動していた。

## 略歴
デビュー前
- SISTARとK.willのダンサーとして活動していた[1]。

2014年
- 6月26日 -  HALOのメンバーとしてデビュー[2]。（グループとしての活動はHALOの項を参照）

2015年
- 12月19日 -  ドラマ「花郎」に出演[3]。

2017年
- 2月8日 -  NAVER tv castビューティー番組「ビューティーランド」のMCに抜擢[4]。

2019年
- 5月8日　-　韓国の事務所ハイスターエンターテインメントとの契約が終了[5]。
- 9月3日　-　キム・ヒチョン、キム・ユンドンと共にPRODUCE 101 JAPANの練習生として発表[6]。
- 12月5日　-　キム・ユンドンと共にPRODUCE 101 JAPANからの辞退を発表[7]。

2020年
- 2月6日　-　ORβITのメンバーとして公式YouTubeチャンネルから発表[8]。
- 11月11日 - ORβITのメンバーとしてデビュー[9]。

2022年
- 2月1日 - 兵役義務遂行のため活動休止[10]。
- 3月14日 - 「よんふん」名義でソロ曲「かみひこうき」を配信リリース[11]。
- 6月1日 - 「よんふん」名義でカバーミニアルバム『PLAYLIST』をリリース[12]。
- 8月23日 - 「よんふん」名義でJUNEとのコラボ曲「homeboy」を配信リリース[13]。

2023年
- 1月15日 - 「よんふん」名義でソロ曲「a warm wind for us」を配信リリース[14]。
- 6月28日 - 「よんふん」名義でミニアルバム『pygmalion』をリリース[15]。
- 8月20日 - 「よんふん」名義でソロ曲「ライター」を配信リリース[16]。
- 12月2日〜12月17日 - よんふん『PLAYLIST』&『pygmalion』発売記念サイン会 及び、「よんひ除隊記念PARTY」を全国5都市で開催。

2025年
- 7月2日 - 「よんふん」名義で1stシングル「Lovestruck」をリリース[17]。また、その発売を記念してショーケースを開催[18]。（全2部）
- 7月7日 - 個人YouTubeチャンネル「yonn!」を公開。

## 人物
小学2年生まで祖母の家で育った。
自身の子供時代について、2015年8月Kstyleのインタビューで「特に何の問題も起こらないようにみんなといい感じに仲良くしている、そんなタイプの子供でした。勉強も頑張ろうと努力していましたし、サッカーとかスポーツも好きだった」と振り返っている。またアイドルを目指すきっかけについて、20歳ぐらいの時からダンスと歌にすごい興味を持つようになって、その過程で何回か放送局に行ったことだったと語っている。作詞作曲も手掛けており、アルバム「HALOの不思議なレストラン」PCSC限定スペシャルBOX 収録の「旅行少年」の作詞作曲を担当している。このアルバムで秦基博の「ひまわりの約束」のカバーも歌っている。。趣味は写真を撮ること（「PRODUCE 101 JAPAN」収録時にもインスタントカメラを合宿所に持ち込んでいた）。

## エピソード
- 日本の食べ物について「僕は餃子が好きです。大阪の餃子が本当においしい」と新曲発売のインタビューで語っている[23]。
- HALOの売り上げが苦戦し下降傾向にあったことでについて「僕たちの人気がなくなっていくことが心が痛かった。安定した仕事ではないしお金もない」と心境を明かしている[24]。

## 音楽作品

### デジタルシングル
| 公開日        | タイトル           |
| ------------- | ------------------ |
| 2022年3月14日 | かみひこうき       |
| 2022年8月23日 | homeboy feat. JUNE |
| 2023年1月15日 | a warm wind for us |
| 2023年8月20日 | ライター           |

### シングル
| 公開日       | タイトル   | 規格品番  | 形態                                                          |
| ------------ | ---------- | --------- | ------------------------------------------------------------- |
| 2025年7月2日 | Lovestruck | PLCD-0053 | 初回限定盤（LPサイズジャケット+CD+LPサイズピンナップ5枚）     |
| 2025年7月2日 | Lovestruck | PLCD-0054 | 通常盤（CD+歌詞ブックレット+アナザージャケット+セルカトレカ） |

### カバーミニアルバム
| 発売日       | タイトル | 規格品番  |
| ------------ | -------- | --------- |
| 2022年6月1日 | PLAYLIST | PLCD-0012 |

### ミニアルバム
| 発売日        | タイトル  | 規格品番  |
| ------------- | --------- | --------- |
| 2023年6月28日 | pygmalion | PLCD-0033 |

### 参加作品
- ツカメ 〜It's Coming〜（2019年9月3日）
- DOMINO（2019年11月29日）-『PRODUCE 101 JAPAN - 35 Boys 5 Concepts』収録
- Fly Day（2017年11月13日）-　平昌冬季五輪G-100特別イベントテーマソング[25]。

## ドラマ
韓国
- 花郎（2016年 KBS 2TV）
- 恋にチアアップ(2015)

## その他番組
韓国
- ビューティーランド（2017年 NAVER tv cast）-　MC担当

日本
- PRODUCE 101 JAPAN（2019年）